# Кшценцице (платформа)
Кшценцице (пол. Krzcięcice) — остановочный пункт в деревне Межин (польск. Mierzyn) в гмине Сендзишув, в Свентокшиском воеводстве Польши. Имеет 2 платформы и 2 пути.
Остановочный пункт на линии Варшава-Западная — Краков-Главный, построен в 1915 году под названием «Межва» (польск. Mierzwa). Нынешнее название пункт носит с 1950 года.